# Senec
Pour les articles homonymes, voir Senec (homonymie).
Senec (en allemand : Wartberg, en hongrois : Szenc) est une ville de la région de Bratislava, en Slovaquie, et le chef-lieu du district de Senec. 
C'est une ville importante pour le tourisme, grâce à sa proximité avec la capitale slovaque, Bratislava, mais aussi par son environnement sain.

## Géographie
Senec est située à la frontière de la basse terre du Danube (Podunajská nížina), à 27 km de la frontière autrichienne et à 28 km de la frontière hongroise. Vienne, à (90 km), Budapest, à (230 km) et Prague, à (350 km) sont les capitales européennes les plus proches de la ville.
La ville est située à 25 km de Bratislava et à 126 mètres au-dessus du niveau de la mer. Elle possède un bon accès à l'autoroute D1 Bratislava-Žilina et possède également une voie ferrée importante.

## Histoire
La ville est fondée en 1252 et possède des privilèges depuis la fin du XVe siècle. L'actuel nom de la ville, Senec, est utilisé depuis la première moitié du XXe siècle et est dérivé des noms historiques, Zemch et Szempc. En outre, la dénomination allemande historique Wartberg fut aussi utilisée. 
La localité fut annexée par la Hongrie après le premier arbitrage de Vienne le 2 novembre 1938. En 1938, on comptait 5 559 habitants dont 480 juifs. Elle faisait partie du district de Galanta, en hongrois Galántai járás. Le nom de la localité avant la Seconde Guerre mondiale était Senec/Szenc. Durant la période 1938-1945, le nom hongrois Szenc était d'usage. À la libération, la commune a été réintégrée dans la Tchécoslovaquie reconstituée.
Entre 1949 et 1960, et depuis 1996, Senec est la capitale d'un okres (district) du même nom.

## Population
| Année:               | 1994.  | 2004.   | 2014.    | 2024.    |
| -------------------- | ------ | ------- | -------- | -------- |
| Nombre de personnes: | 14 831 | 15 193  | 18 208   | 20 234   |
| Différence:          |        | +2,44 % | +19,84 % | +11,12 % |

| Année:               | 2023.  | 2024.   |
| -------------------- | ------ | ------- |
| Nombre de personnes: | 20 192 | 20 234  |
| Différence:          |        | +0,20 % |

En 2001, Senec comptait 14 673 habitants pour une superficie de 38,714 km2, ce qui représente une densité de 397 hab/km2 ; elle occupe la 55e place des 138 villes slovaques.

## Administration
Serec se compose de 4 quartiers :
- Senec
- Svätý Martin
- Červený majer
- Horný dvor

## Maires
Primátor (maire) de la ville :
- 1998 - 2006 Jozef Elšík
- 2006 - 2018 Karol Kvál
- 2019 -  Dušan Badinský

## Jumelages
- Mosonmagyaróvár (Hongrie)
- Parndorf (Autriche)
- Senj (Croatie)
- Kőszeg (Hongrie)

## Personnalités
Le photographe franco-slovaque de langue maternelle hongroise François Kollar est né à Senec en 1904.